# Menziesichthys bacescui
Menziesichthys bacescui este o specie de țipar cunoscută doar din fosa Peru-Chile la adâncimi cuprinse între 1296 și 1317 metri. Această specie a fost descrisă inițial ca membru al familiei Liparidae⁠(d), dar ulterior a fost considerată drept țipar. Specia, denumită în onoarea lui Mihai C. Băcescu, este singurul membru cunoscut al genului său.